# Hans Munch-Nisted
Hans Christian Munch-Nisted, född 1897 i Ry, Dover socken, Danmark, död 1975, var en dansk-svensk köksmästare och målare. 
Han var son till restauratören Waldemar Nisted och Jane Hansine Caroline Munch. Han arbetade som köksmästare fram till omkring 1940 då han på grund av sjukdom tvingades lämna sin tjänst. Under sin sysslolöshet började han måla och någon från Sundbybergs konstförening uppmärksammade hans arbeten vilket medförde att han fick möjlighet att delta i Sundbybergs konstförenings samlingsutställning 1955. Separat ställde han ut första gången på Galerie Æsthetica i Stockholm 1956. Tillsammans med Madeleine Pyk ställde han ut på Gummesons konsthall 1960 och han medverkade i samlingsutställningar med Riksförbundet för bildande konst. Hans konst består av föremål formade ur minnet utan modeller eller förlagor och har motiven stilleben med fiskar och grönsaker samt enstaka landskap och fantasikompositioner utförda i en gouacheteknik med ett överskikt av vax som gav färgen en djupare skärpa. Munch-Nisted är representerad vid Moderna museet i Stockholm och Norrköpings konstmuseum.